# Costanzo di Ancona
Costanzo di Ancona (... – V secolo) è stato un religioso italiano, vissuto ad Ancona, mansionario o sacrista nella chiesa  di santo Stefano, antica cattedrale della città.

## Biografia
San Gregorio Magno, nei suoi Dialoghi, ricorda la profonda umiltà di san Costanzo, che esercitava l'ufficio di sacrestano nella chiesa di Santo Stefano, primitiva cattedrale di Ancona. Era noto per il dono dei miracoli: si tramanda che nella chiesa le lampade ardevano pur essendo piene di acqua anziché di olio. Dopo la morte il suo corpo fu trasferito a Venezia, prima nella chiesa di San Basilio, poi in quella dei santi Gervasio e Protasio, dove si trova attualmente. Oggi la cattedrale di Ancona possiede un frammento osseo del santo, donato dal patriarca di Venezia nel 1760.

## Culto
È venerato come santo della Chiesa cattolica, che lo commemora il 23 settembre.
(Martirologio Romano)